# ویلسون یارد

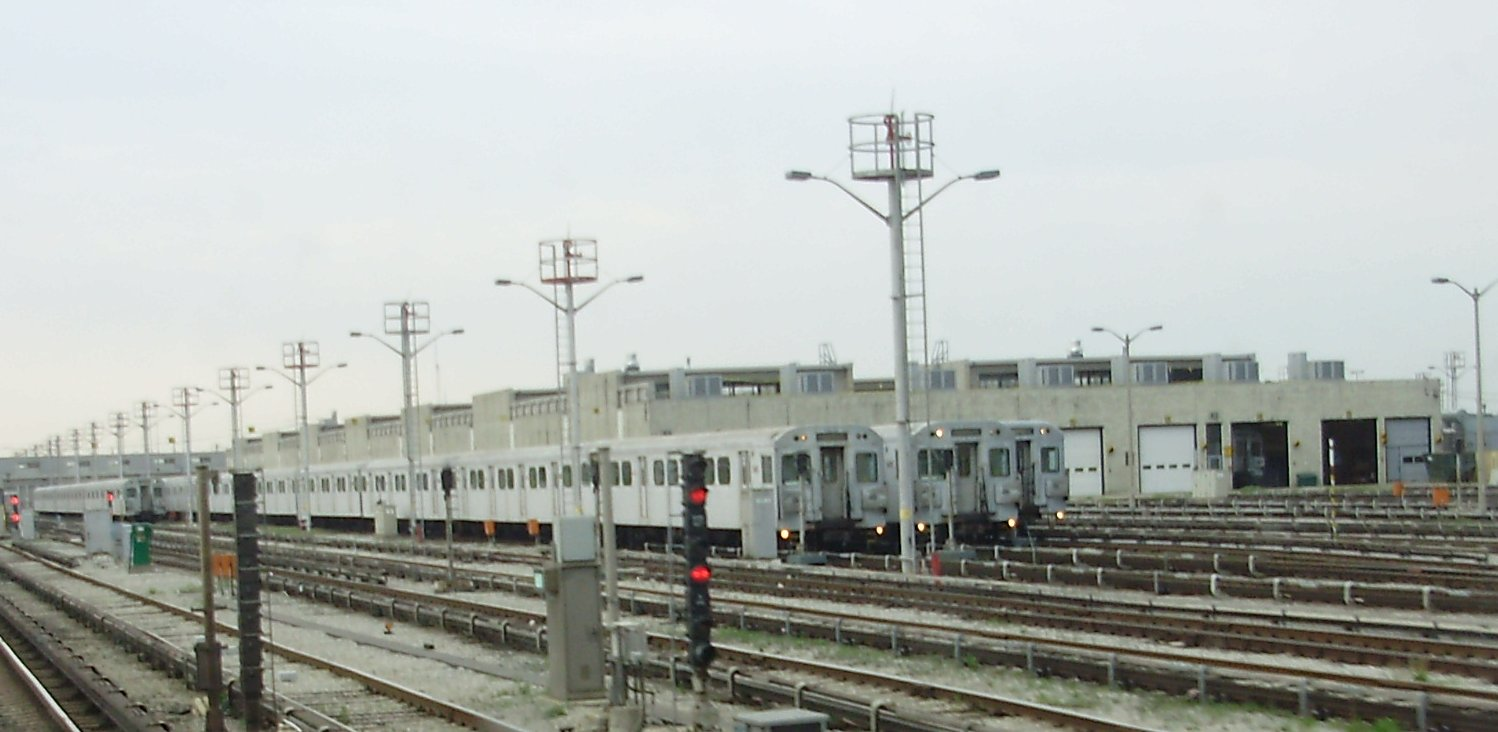
مجتمع ویلسون، از قطاری به سمت جنوب مشاهده می‌شود

ویلسون یارد (انگلیسی: Wilson Yard) (همچنین به عنوان مجتمع ویلسون شناخته می‌شود) بزرگترین محوطه مترو و گاراژ اتوبوس کمیسیون حمل و نقل تورنتو است. ویلسون یارد خدمات به قطارهای مترو خط یک یانگ–یونیورسیتی ارائه می‌دهد.